# エウロパ・オービター
エウロパ・オービター（Europa Orbiter）はNASAが計画していたエウロパへのミッション。2002年にキャンセルされた。主目的はエウロバの氷層下に海が存在するのかどうか確かめること、および将来の着陸ミッションのために着陸候補地を探すことだった。
エウロパ・オービターの研究結果はEJSM計画におけるNASAの探査機、Jupiter Europa Orbiterに繋がった。
エウロパ周回機というコンセプトは欧州宇宙機関も検討を行っていたが、こちらも最終的にEJSMに取って代わられた。